# ムギワラギク
ムギワラギク（麦藁菊; 英: strawflower; 学名: Xerochrysum bracteatum）は、キク科ムギワラギク属に属するオーストラリア原産の植物である。現地では常緑小低木であるが、寒さと高温多湿にやや弱く、日本では半耐寒性一年草として扱われている。別名テイオウカイザイク（帝王貝細工）、ただしカイザイク Ammobium alatum は別属である。

## 分類
ムギワラギクは1803年のエティエンヌ・ピエール・ヴァントナによる Xeranthemum bracteatum が基となり、1805年にヘンリー・C・アンドリュースが用いたヘリクリサム属への組み替え名が2世紀近くにわたって用いられてきた。その Helichrysum bracteatum は1990年にニコライ・ニコラエヴィッチ・ツヴェリョフという学者により Xerochrysum という属に組み替えられるが、これは10年以上の間見過ごされ、1991年のアルネ・アンデルベリらによる分類見直しを受けたランドール・ジェームズ・ベイヤーがツヴェリョフによる組み替え名を用いることを2001年に提唱してからは Xerochrysum属とされている。

## 性状
草丈は1メートル位になるが、50センチメートルくらいの矮性種もある。茎は堅く、葉は細長く、つぶすとスパイスのような香りがある。花は、秋まきでは5月から6月に、春播きでは7月から8月にかけて咲き、単生で、花径は3–5センチメートルある。他のキク科植物と同じ頭状花序であるが、花びらのように見える部分は、舌状花ではなく、総苞片といい、さかなの鱗のようである。

## 栽培
種まきは、東京より暖かい地方では、秋の彼岸頃にまき、霜よけをして越冬させ、春に咲かせる。それより寒い地方では、ソメイヨシノが散ってから種まきする。タネは比較的細かいがよく発芽する。育苗箱や苗床にまき、タネが見え隠れする程度に覆土する。日当たりがよく、特に排水の良い土を好む。

## 利用法
ドライフラワー用の花として最も有名である。切り花特に仏花としても用いられる。